# روجر دالي ستافورد
روجر دالي ستافورد (بالإنجليزية: Roger Dale Stafford) هو قاتل فترة أمريكي، ولد في 4 نوفمبر 1951 في الولايات المتحدة، وتوفي في 1 يوليو 1995 في Oklahoma State Penitentiary ‏ في الولايات المتحدة.